# Danh sách sân bay tại Nhật Bản
Ở Nhật Bản, các sân bay được phân thành 3 nhóm:
- Các sân bay cấp một
  - Các sân bay cấp một có thế phục vụ các chuyến bay giữa các châu lục. Hiện nay có 5 sân bay ở Nhật Bản
- Sân bay cấp hai:
  - Các sân bay cấp hai có thể phục vụ cả các chuyến bay khu vực và vài chuyến bay quốc tế. Có 24 sân bay cấp 2 ở Nhật Bản.

- Các sân bay cấp 3:
  - Phục vụ các chuyến bay nội địa nhánh, có 55 sân bay ở Nhật Bản và có 3 sân bay đang được xây dựng. Đây là các sân bay nhỏ, phục vụ các chuyến bay thu gom cho các sân bay trung tâm, chủ yếu nằm ở những đảo nhỏ và các quần đảo.

## Các sân bay ở Nhật Bản
| THÀNH PHỐ                  | TỈNH      | ICAO | IATA | TÊN SÂN BAY | WEB SITES |
| Các sân bay cấp 1          |           |      |      | | |
| Itami (*phục vụ Osaka)     | Hyōgo     | RJOO | ITM  | Sân bay quốc tế Osaka (Itami) | {web} {pdf} Lưu trữ ngày 6 tháng 12 năm 2005 tại Wayback Machine                                                              |
| Tokoname (*phục vụ Nagoya) | Aichi     | RJGG | NGO  | Sân bay quốc tế Chubu (Centrair) | {web} {pdf} Lưu trữ ngày 20 tháng 9 năm 2008 tại Wayback Machine                                                              |
| Narita (*phục vụ Tokyo)    | Chiba     | RJAA | NRT  | Sân bay quốc tế Narita | {web} {pdf} Lưu trữ ngày 26 tháng 2 năm 2009 tại Wayback Machine                                                              |
| Izumisano                  | Osaka     | RJBB | KIX  | Cảng hàng không quốc tế Kansai | {web} Lưu trữ ngày 19 tháng 7 năm 2006 tại Wayback Machine {pdf} Lưu trữ ngày 5 tháng 7 năm 2006 tại Wayback Machine          |
| Ota ward, Tokyo            | Tokyo     | RJTT | HND  | Sân bay quốc tế Tokyo (Haneda) | {web} Lưu trữ ngày 18 tháng 7 năm 2006 tại Wayback Machine {pdf} Lưu trữ ngày 7 tháng 9 năm 2006 tại Wayback Machine          |
| Các sân bay cấp 2          |           |      |      | | |
| Akita                      | Akita     | RJSK | AXT  | Sân bay Akita | {web} {pdf} Lưu trữ ngày 8 tháng 1 năm 2007 tại Wayback Machine                                                               |
| Asahikawa                  | Hokkaidō  | RJEC | AKJ  | Sân bay Asahikawa | {web} {pdf} Lưu trữ ngày 24 tháng 1 năm 2007 tại Wayback Machine                                                              |
| Chitose                    | Hokkaidō  | RJCC | CTS  | Sân bay Chitose mới | {web} Lưu trữ ngày 16 tháng 6 năm 2006 tại Wayback Machine {pdf} Lưu trữ ngày 6 tháng 12 năm 2005 tại Wayback Machine         |
| Fukuoka                    | Fukuoka   | RJFF | FUK  | Sân bay Fukuoka | {web} Lưu trữ ngày 16 tháng 7 năm 2006 tại Wayback Machine {pdf} Lưu trữ ngày 10 tháng 1 năm 2006 tại Wayback Machine         |
| Hakodate                   | Hokkaidō  | RJCH | HKD  | Sân bay Hakodate | {web} Lưu trữ ngày 4 tháng 11 năm 2005 tại Wayback Machine {pdf} Lưu trữ ngày 5 tháng 12 năm 2005 tại Wayback Machine         |
| Higashine                  | Yamagata  | RJSC | GAJ  | Sân bay Yamagata | {web} {pdf} Lưu trữ ngày 6 tháng 12 năm 2005 tại Wayback Machine                                                              |
| Kitakyushu                 | Fukuoka   | RJFR | KKJ  | Sân bay Kitakyushu | {web} {pdf} Lưu trữ ngày 5 tháng 12 năm 2005 tại Wayback Machine                                                              |
| Takamatsu                  | Kagawa    | RJOT | TAK  | Sân bay Takamatsu | {web} {pdf} Lưu trữ ngày 30 tháng 3 năm 2005 tại Wayback Machine                                                              |
| Kushiro                    | Hokkaidō  | RJCK | KUH  | Sân bay Kushiro | {web} {pdf} Lưu trữ ngày 5 tháng 12 năm 2005 tại Wayback Machine                                                              |
| Masiki                     | Kumamoto  | RJFT | KMJ  | Sân bay Kumamoto | {web} Lưu trữ ngày 23 tháng 8 năm 2006 tại Wayback Machine {pdf} Lưu trữ ngày 5 tháng 12 năm 2005 tại Wayback Machine         |
| Matsuyama                  | Ehime     | RJOM | MYJ  | Sân bay Matsuyama | {web} {pdf} Lưu trữ ngày 6 tháng 12 năm 2005 tại Wayback Machine                                                              |
| Mihara                     | Hiroshima | RJOA | HIJ  | Sân bay Hiroshima | {web} Lưu trữ ngày 9 tháng 1 năm 2013 tại Wayback Machine {pdf} Lưu trữ ngày 6 tháng 12 năm 2005 tại Wayback Machine          |
| Miyazaki                   | Miyazaki  | RJFM | KMI  | Sân bay Miyazaki | {web} {pdf} Lưu trữ ngày 5 tháng 12 năm 2005 tại Wayback Machine                                                              |
| Mizobe                     | Kagoshima | RJFK | KOJ  | Sân bay Kagoshima | {web} Lưu trữ ngày 19 tháng 7 năm 2006 tại Wayback Machine {pdf} Lưu trữ ngày 10 tháng 1 năm 2006 tại Wayback Machine         |
| Kunisaki                   | Ōita      | RJFO | OIT  | Sân bay Oita | {web} {pdf} Lưu trữ ngày 8 tháng 3 năm 2006 tại Wayback Machine                                                               |
| Naha                       | Okinawa   | ROAH | OKA  | Sân bay Naha | {web} {pdf} Lưu trữ ngày 5 tháng 12 năm 2005 tại Wayback Machine                                                              |
| Nankoku                    | Kochi     | RJOK | KCZ  | Sân bay Kōchi Ryōma | {web} {pdf} Lưu trữ ngày 10 tháng 1 năm 2006 tại Wayback Machine                                                              |
| Natori                     | Miyagi    | RJSS | SDJ  | Sân bay Sendai | {web1} {web2} Lưu trữ ngày 14 tháng 7 năm 2006 tại Wayback Machine {pdf} Lưu trữ ngày 30 tháng 3 năm 2005 tại Wayback Machine |
| Niigata                    | Niigata   | RJSN | KIJ  | Sân bay Niigata | {web} {pdf} Lưu trữ ngày 6 tháng 12 năm 2005 tại Wayback Machine                                                              |
| Obihiro                    | Hokkaidō  | RJCB | OBO  | Sân bay Tokachi-Obihiro (Tokachi-Obihiro)                                                                                                | {web} Lưu trữ ngày 31 tháng 5 năm 2009 tại Wayback Machine {pdf} Lưu trữ ngày 3 tháng 2 năm 2007 tại Wayback Machine          |
| Omura                      | Nagasaki  | RJFU | NGS  | Sân bay Nagasaki | {web} Lưu trữ ngày 12 tháng 2 năm 2007 tại Wayback Machine {pdf} Lưu trữ ngày 30 tháng 3 năm 2005 tại Wayback Machine         |
| Ube                        | Yamaguchi | RJDC | UBJ  | Sân bay Yamaguchi Ube | {web} {pdf} Lưu trữ ngày 6 tháng 12 năm 2005 tại Wayback Machine                                                              |
| Wakkanai                   | Hokkaidō  | RJCW | WKJ  | Sân bay Wakkanai | {web} Lưu trữ ngày 14 tháng 8 năm 2006 tại Wayback Machine {pdf} Lưu trữ ngày 24 tháng 1 năm 2007 tại Wayback Machine         |
| Yao                        | Osaka     | RJOY |      | Sân bay Yao | {pdf} Lưu trữ ngày 18 tháng 3 năm 2007 tại Wayback Machine                                                                    |
| Các sân bay cấp 3          |           |      |      | | |
| Aguni                      | Okinawa   | RORA | AGJ  | Sân bay Aguni | {pdf} Lưu trữ ngày 30 tháng 3 năm 2005 tại Wayback Machine                                                                    |
| Amami Oshima               | Kagoshima | RJKA | ASJ  | Sân bay Amami-Oshima | {pdf} Lưu trữ ngày 30 tháng 3 năm 2005 tại Wayback Machine                                                                    |
| Aomori                     | Aomori    | RJSA | AOJ  | Sân bay Aomori | {web} Lưu trữ ngày 17 tháng 4 năm 2021 tại Wayback Machine {pdf} Lưu trữ ngày 30 tháng 3 năm 2005 tại Wayback Machine         |
| Goto                       | Nagasaki  | RJFE | FUJ  | Sân bay Goto-Fukue | {web} {pdf} Lưu trữ ngày 5 tháng 12 năm 2005 tại Wayback Machine                                                              |
| Hachijojima                | Tokyo     | RJTH | HAC  | Sân bay Hachijojima | {web} Lưu trữ ngày 9 tháng 6 năm 2011 tại Wayback Machine {pdf} Lưu trữ ngày 5 tháng 12 năm 2005 tại Wayback Machine          |
| Makinohara/Shimada         | Shizuoka  |      |      | Sân bay Shizuoka (Đang xây) | {web} Lưu trữ ngày 26 tháng 8 năm 2009 tại Wayback Machine {pdf} Lưu trữ ngày 27 tháng 1 năm 2007 tại Wayback Machine         |
| Hanamaki                   | Iwate     | RJSI | HNA  | Sân bay Hanamaki | {web} Lưu trữ ngày 18 tháng 7 năm 2006 tại Wayback Machine {pdf} Lưu trữ ngày 30 tháng 3 năm 2005 tại Wayback Machine         |
| Harue                      | Fukui     | RJNF | FKJ  | Sân bay Fukui | {pdf} Lưu trữ ngày 5 tháng 12 năm 2005 tại Wayback Machine                                                                    |
| Hikawa                     | Shimane   | RJOC | IZO  | Sân bay Izumo | {web} Lưu trữ ngày 13 tháng 7 năm 2006 tại Wayback Machine {pdf} Lưu trữ ngày 30 tháng 3 năm 2005 tại Wayback Machine         |
| Ie                         | Okinawa   | RORE | IEJ  | Sân bay Iejima | {pdf} Lưu trữ ngày 30 tháng 3 năm 2005 tại Wayback Machine                                                                    |
| Iki                        | Nagasaki  | RJDB | IKI  | Sân bay Iki | {pdf} Lưu trữ ngày 5 tháng 12 năm 2005 tại Wayback Machine                                                                    |
| Irabu                      | Okinawa   | RORS | SHI  | Sân bay Shimojishima | {pdf} Lưu trữ ngày 30 tháng 3 năm 2005 tại Wayback Machine                                                                    |
| Ishigaki                   | Okinawa   | ROIG | ISG  | Sân bay Ishigaki | {web} {pdf} Lưu trữ ngày 5 tháng 12 năm 2005 tại Wayback Machine                                                              |
| Ishigaki                   | Okinawa   |      |      | Sân bay Ishigaki mới (under construction)                                                                                                | |
| Izu Oshima                 | Tokyo     | RJTO | OIM  | Sân bay Oshima | {web} Lưu trữ ngày 6 tháng 3 năm 2006 tại Wayback Machine {pdf} Lưu trữ ngày 30 tháng 3 năm 2005 tại Wayback Machine          |
| Kawasoe                    | Saga      | RJFS | HSG  | Sân bay Saga | {pdf} Lưu trữ ngày 5 tháng 12 năm 2005 tại Wayback Machine                                                                    |
| Kikai                      | Kagoshima | RJKI | KKX  | Sân bay Kikai | {pdf} Lưu trữ ngày 30 tháng 3 năm 2005 tại Wayback Machine                                                                    |
| Kita Akita                 | Akita     | RJSR | ONJ  | Sân bay Odate-Noshiro | {web} {pdf} Lưu trữ ngày 30 tháng 3 năm 2005 tại Wayback Machine                                                              |
| Kitadaito                  | Okinawa   | RORK | KTD  | Sân bay Kitadaito | {pdf} Lưu trữ ngày 30 tháng 3 năm 2005 tại Wayback Machine                                                                    |
| Kobe                       | Hyogo     | RJBE | UKB  | Sân bay Kobe | {web} {pdf} Lưu trữ ngày 6 tháng 12 năm 2006 tại Wayback Machine                                                              |
| Kozushima                  | Tokyo     | RJAZ |      | Sân bay Kozushima | {web} Lưu trữ ngày 8 tháng 2 năm 2006 tại Wayback Machine {pdf} Lưu trữ ngày 30 tháng 3 năm 2005 tại Wayback Machine          |
| Kumejima                   | Okinawa   | ROKJ | UEO  | Sân bay Kumejima | {pdf} Lưu trữ ngày 8 tháng 3 năm 2006 tại Wayback Machine                                                                     |
| Masuda                     | Shimane   | RJOW | IWJ  | Sân bay Iwami | {web} Lưu trữ ngày 14 tháng 7 năm 2006 tại Wayback Machine {pdf} Lưu trữ ngày 30 tháng 3 năm 2005 tại Wayback Machine         |
| Matsumoto                  | Nagano    | RJAF | MMJ  | Sân bay Matsumoto | {web} Lưu trữ ngày 16 tháng 2 năm 2008 tại Wayback Machine {pdf} Lưu trữ ngày 5 tháng 12 năm 2005 tại Wayback Machine         |
| Memanbetsu                 | Hokkaidō  | RJCM | MMB  | Sân bay Memanbetsu {web} Lưu trữ ngày 17 tháng 7 năm 2006 tại Wayback Machine {pdf} Lưu trữ ngày 5 tháng 12 năm 2005 tại Wayback Machine | |
| Minamidaito                | Okinawa   | ROMD | MMD  | Sân bay Minami-Daito (New Minamidaito)                                                                                                   | {pdf} Lưu trữ ngày 30 tháng 3 năm 2005 tại Wayback Machine                                                                    |
| Miyakejima                 | Tokyo     | RJTQ | MYE  | Sân bay Miyakejima | {web} Lưu trữ ngày 18 tháng 1 năm 2006 tại Wayback Machine {pdf} Lưu trữ ngày 30 tháng 3 năm 2005 tại Wayback Machine         |
| Miyako-jima                | Okinawa   | ROMY | MMY  | Sân bay Miyako | {pdf} Lưu trữ ngày 30 tháng 3 năm 2005 tại Wayback Machine                                                                    |
| Monbetsu                   | Hokkaidō  | RJEB | MBE  | Sân bay Monbetsu (Okhotsk-Monbetsu) | {pdf} Lưu trữ ngày 30 tháng 3 năm 2005 tại Wayback Machine                                                                    |
| Nagoya                     | Aichi     | RJNA | NKM  | Sân bay Nagoya (Komaki) | {web} {pdf} Lưu trữ ngày 6 tháng 12 năm 2005 tại Wayback Machine                                                              |
| Nakashibetsu               | Hokkaidō  | RJCN | SHB  | Sân bay Nakashibetsu | {web} {pdf} Lưu trữ ngày 30 tháng 3 năm 2005 tại Wayback Machine                                                              |
| Niijima                    | Tokyo     | RJAN |      | Sân bay Niijima | {web} Lưu trữ ngày 24 tháng 12 năm 2005 tại Wayback Machine {pdf} Lưu trữ ngày 30 tháng 3 năm 2005 tại Wayback Machine        |
| Ojika                      | Nagasaki  | RJDO |      | Sân bay Ojika (Nagasaki Ojika) | {web} Lưu trữ ngày 10 tháng 2 năm 2009 tại Wayback Machine {pdf} Lưu trữ ngày 30 tháng 3 năm 2005 tại Wayback Machine         |
| Okayama                    | Okayama   | RJOB | OKJ  | Sân bay Okayama | {web} {pdf} Lưu trữ ngày 3 tháng 2 năm 2007 tại Wayback Machine                                                               |
| Okinoshima                 | Shimane   | RJNO | OKI  | Sân bay Oki | {web} Lưu trữ ngày 20 tháng 7 năm 2006 tại Wayback Machine {pdf} Lưu trữ ngày 30 tháng 3 năm 2005 tại Wayback Machine         |
| Okushiri                   | Hokkaidō  | RJEO | OIR  | Sân bay Okushiri | {web} {pdf} Lưu trữ ngày 30 tháng 3 năm 2005 tại Wayback Machine                                                              |
| Rebun                      | Hokkaidō  | RJCR | RBJ  | Sân bay Rebun | {web} {pdf} Lưu trữ ngày 24 tháng 1 năm 2007 tại Wayback Machine                                                              |
| Rishirifuji                | Hokkaidō  | RJER | RIS  | Sân bay Rishiri | {web} {pdf} Lưu trữ ngày 30 tháng 3 năm 2005 tại Wayback Machine                                                              |
| Sado Island                | Niigata   | RJSD | SDS  | Sân bay Sado | {web} Lưu trữ ngày 30 tháng 11 năm 2005 tại Wayback Machine {pdf} Lưu trữ ngày 3 tháng 2 năm 2007 tại Wayback Machine         |
| Sakata                     | Yamagata  | RJSY | SYO  | Sân bay Shonai | {web} {pdf} Lưu trữ ngày 3 tháng 2 năm 2007 tại Wayback Machine                                                               |
| Shinkamigoto               | Nagasaki  | RJDK |      | Sân bay Kamigoto | {pdf} Lưu trữ ngày 30 tháng 3 năm 2005 tại Wayback Machine                                                                    |
| Shirahama                  | Wakayama  | RJBD | SHM  | Sân bay Nanki-Shirahama | {web} {pdf} Lưu trữ ngày 30 tháng 3 năm 2005 tại Wayback Machine                                                              |
| Taketomi                   | Okinawa   | RORH | HTR  | Sân bay Hateruma | {pdf} Lưu trữ ngày 30 tháng 3 năm 2005 tại Wayback Machine                                                                    |
| Tamakawa                   | Fukushima | RJSF | FKS  | Sân bay Fukushima | {web} {pdf} Lưu trữ ngày 30 tháng 3 năm 2005 tại Wayback Machine                                                              |
| Tanegashima                | Kagoshima | RJFG | TNE  | Sân bay Tanegashima | {pdf} Lưu trữ ngày 6 tháng 12 năm 2005 tại Wayback Machine                                                                    |
| Tanegashima                | Kagoshima |      |      | Sân bay New Tanegashima | {pdf} Lưu trữ ngày 15 tháng 2 năm 2006 tại Wayback Machine                                                                    |
| Tarama                     | Okinawa   | RORT | TRA  | Sân bay Tarama | {pdf} Lưu trữ ngày 30 tháng 3 năm 2005 tại Wayback Machine                                                                    |
| Tarama                     | Okinawa   |      |      | Sân bay Tarama mới (under construction)                                                                                                  | |
| Tokunoshima                | Kagoshima | RJKN | TKN  | Sân bay Tokunoshima | {pdf} Lưu trữ ngày 30 tháng 3 năm 2005 tại Wayback Machine                                                                    |
| Tottori                    | Tottori   | RJOR | TTJ  | Sân bay Tottori | {web} Lưu trữ ngày 6 tháng 8 năm 2006 tại Wayback Machine {pdf} Lưu trữ ngày 30 tháng 3 năm 2005 tại Wayback Machine          |
| Toyama                     | Toyama    | RJNT | TOY  | Sân bay Toyama | {web1} {web2} Lưu trữ ngày 7 tháng 2 năm 2006 tại Wayback Machine {pdf} Lưu trữ ngày 30 tháng 3 năm 2005 tại Wayback Machine  |
| Tsushima                   | Nagasaki  | RJDT | TSJ  | Sân bay Tsushima | {pdf} Lưu trữ ngày 30 tháng 3 năm 2005 tại Wayback Machine                                                                    |
| Wadomari                   | Kagoshima | RJKB | OKE  | Sân bay Okinoerabu | {pdf} Lưu trữ ngày 30 tháng 3 năm 2005 tại Wayback Machine                                                                    |
| Wajima                     | Ishikawa  | RJNW | NTQ  | Sân bay Noto | {web} Lưu trữ ngày 28 tháng 1 năm 2007 tại Wayback Machine {pdf} Lưu trữ ngày 5 tháng 12 năm 2005 tại Wayback Machine         |
| Yakushima                  | Kagoshima | RJFC | KUM  | Sân bay Yakushima | {pdf} Lưu trữ ngày 30 tháng 3 năm 2005 tại Wayback Machine                                                                    |
| Yonaguni                   | Okinawa   | ROYN | OGN  | Sân bay Yonaguni | {pdf} Lưu trữ ngày 30 tháng 3 năm 2005 tại Wayback Machine                                                                    |
| Yoron                      | Kagoshima | RORY | RNJ  | Sân bay Yoron | {pdf} Lưu trữ ngày 30 tháng 3 năm 2005 tại Wayback Machine                                                                    |
| Zamami                     | Okinawa   | ROKR | KJP  | Sân bay Kerama | {pdf} Lưu trữ ngày 30 tháng 3 năm 2005 tại Wayback Machine                                                                    |
| Các sân bay khác           |           |      |      | | |
| Amakusa                    | Kumamoto  | RJDA |      | Sân bay Amakusa | {web} Lưu trữ ngày 28 tháng 8 năm 2006 tại Wayback Machine {pdf} Lưu trữ ngày 5 tháng 12 năm 2005 tại Wayback Machine         |
| Chitose                    | Hokkaidō  | RJCJ |      | Chitose Air Base | |
| Chōfu                      | Tokyo     | RJTF |      | Sân bay Chofu | {web} Lưu trữ ngày 6 tháng 3 năm 2006 tại Wayback Machine {pdf} Lưu trữ ngày 30 tháng 3 năm 2005 tại Wayback Machine          |
| Hiroshima                  | Hiroshima | RJBH | HIW  | Sân bay Hiroshima-Nishi | {web} Lưu trữ ngày 20 tháng 7 năm 2006 tại Wayback Machine {pdf} Lưu trữ ngày 6 tháng 12 năm 2005 tại Wayback Machine         |
| Kasaoka                    | Okayama   |      |      | Kasaoka Airfield | |
| Komatsu                    | Ishikawa  | RJNK | KMQ  | Sân bay Komatsu | {web} Lưu trữ ngày 18 tháng 7 năm 2006 tại Wayback Machine {pdf} Lưu trữ ngày 30 tháng 3 năm 2005 tại Wayback Machine         |
| Makurazaki                 | Kagoshima |      |      | Sân bay Makurazaki | {web} Lưu trữ ngày 27 tháng 1 năm 2021 tại Wayback Machine {pdf} Lưu trữ ngày 6 tháng 12 năm 2005 tại Wayback Machine         |
| Matsusige                  | Tokushima | RJOS | TKS  | Sân bay Tokushima | {web} {pdf} Lưu trữ ngày 30 tháng 3 năm 2005 tại Wayback Machine                                                              |
| Misawa                     | Aomori    | RJSM | MSJ  | Misawa Air Base / Misawa Airport | {web} Lưu trữ ngày 29 tháng 6 năm 2006 tại Wayback Machine {pdf} Lưu trữ ngày 30 tháng 3 năm 2005 tại Wayback Machine         |
| Ogawa                      | Ibaraki   | RJAH |      | Sân bay Hyakuri (under construction) | {pdf} Lưu trữ ngày 30 tháng 3 năm 2005 tại Wayback Machine                                                                    |
| Oitakenou                  | Ōita      | ROIT |      | Sân bay Oitakenou | {pdf} Lưu trữ ngày 6 tháng 12 năm 2005 tại Wayback Machine                                                                    |
| Okanan                     | Okayama   |      |      | Sân bay Okanan | {pdf} |
| Sapporo                    | Hokkaidō  | RJCO | OKD  | Sân bay Okadama (Sapporo Okadama) | {web} Lưu trữ ngày 13 tháng 6 năm 2006 tại Wayback Machine {pdf} Lưu trữ ngày 5 tháng 12 năm 2005 tại Wayback Machine         |
| Tajima                     | Hyogo     | RJBT | TJH  | Sân bay Tajima | {web} Lưu trữ ngày 14 tháng 7 năm 2006 tại Wayback Machine {pdf} Lưu trữ ngày 28 tháng 6 năm 2006 tại Wayback Machine         |
| Teshikaga                  | Hokkaidō  |      |      | Sân bay Teshikaga | {pdf} Lưu trữ ngày 6 tháng 12 năm 2006 tại Wayback Machine                                                                    |
| Yonago                     | Tottori   | RJOH | YGJ  | Sân bay Miho-Yonago | {web} {pdf} Lưu trữ ngày 30 tháng 3 năm 2005 tại Wayback Machine                                                              |